# CWHL 2007/08
Die Saison 2007/08 war die erste Spielzeit der Canadian Women’s Hockey League (CWHL), der höchsten kanadischen Spielklasse im Fraueneishockey in den Provinzen Ontario und Québec nach der Auflösung der National Women’s Hockey League. Die Brampton Canadettes-Thunder besiegten im Meisterschaftsfinale die Mississauga Chiefs und sicherten sich damit den ersten Meistertitel in der CWHL.

## Teilnehmer
An der ersten Austragung der CWHL nahmen insgesamt sieben Mannschaften aus den Provinzen Ontario und Québec teil, die in zwei Divisionen eingeteilt wurden. Bei den einzelnen Mannschaften handelte es sich zum Teil um komplette Neugründungen, bei anderen um umbenannte Teams der Vorgängerliga NWHL.
| Team                        | Standort             | Gründung | Spielstätte               |
| --------------------------- | -------------------- | -------- | ------------------------- |
| Brampton Canadettes-Thunder | Brampton, Ontario    | 1998     | Powerade Centre           |
| Burlington Barracudas       | Burlington, Ontario  | 2007     | Appleby Arena             |
| Mississauga Chiefs          | Mississauga, Ontario | 1998     | IceLand Mississauga       |
| Stars de Montréal           | Montréal, Québec     | 2007     | Centre Étienne Desmarteau |
| Ottawa Capital Canucks      | Ottawa, Ontario      | 1998     | Sandy Hill Arena          |
| Phénix de Québec            | Québec City, Québec  | 2007     | Aréna du CEGEP St-Laurent |
| Vaughan Flames              | Vaughan, Ontario     | 1999     | Vaughan Sports Village    |

## Reguläre Saison

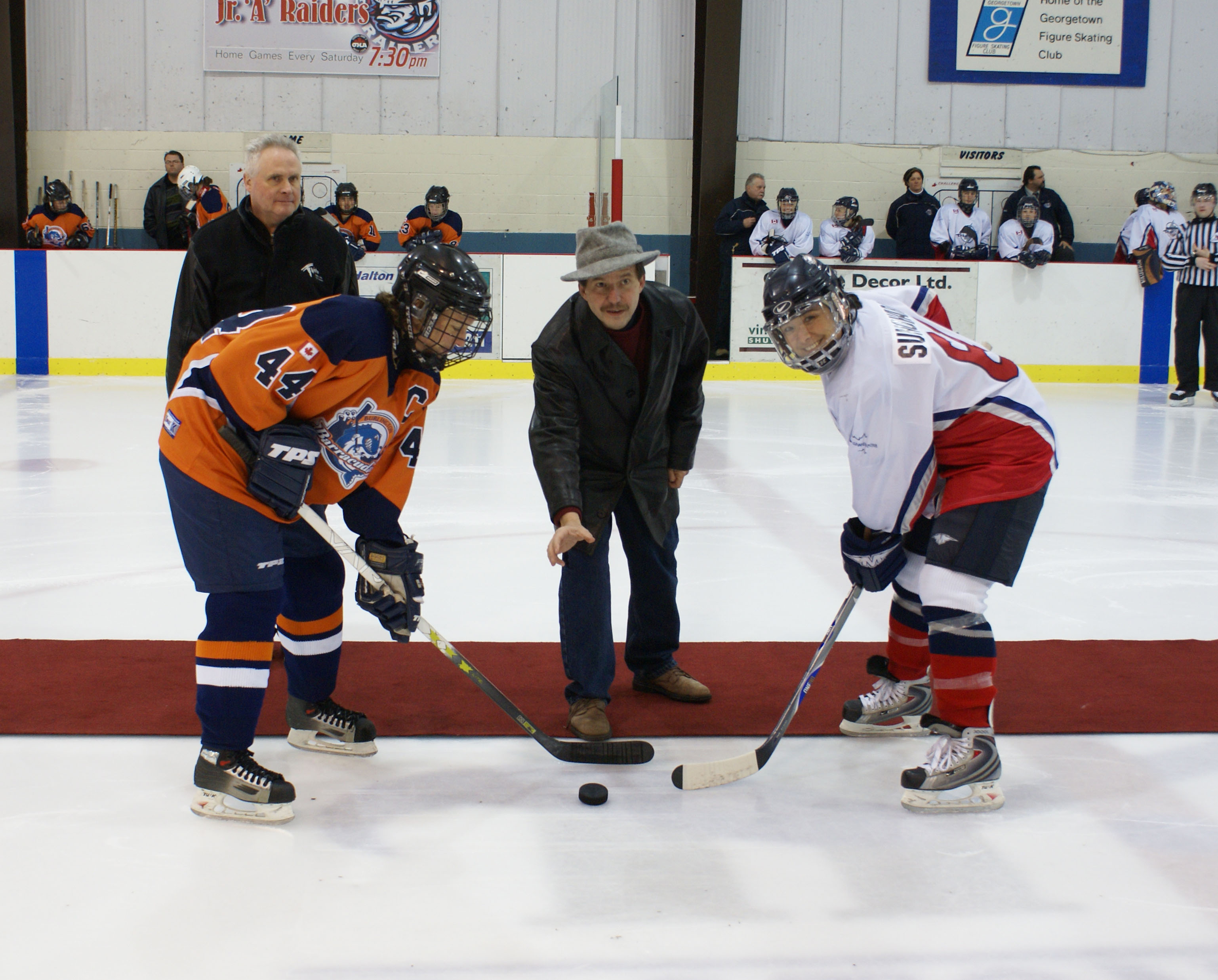
Becky Kellar und Vicky Sunohara (Januar 2008)

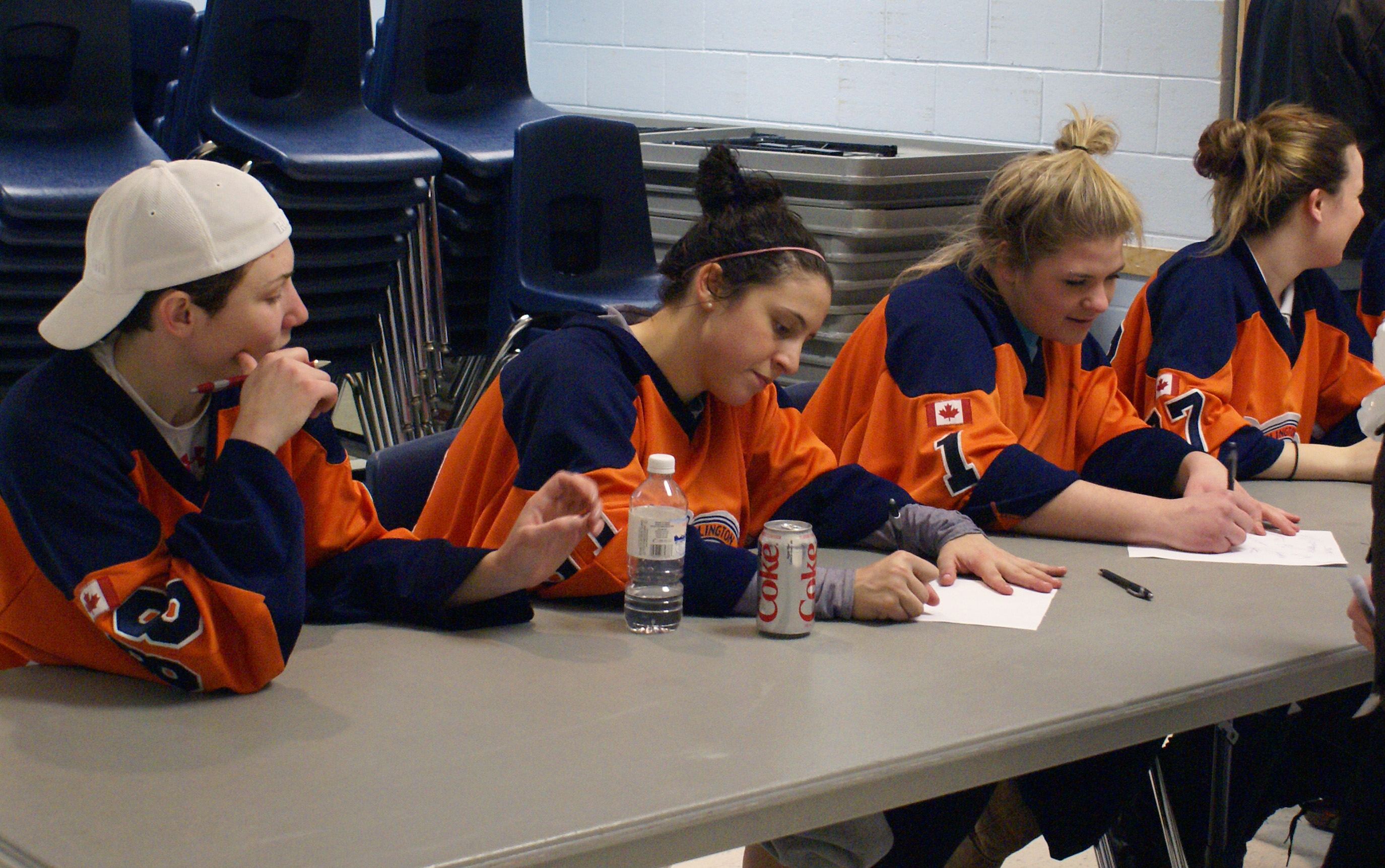
Autogrammstunde der Burlington Barracudas

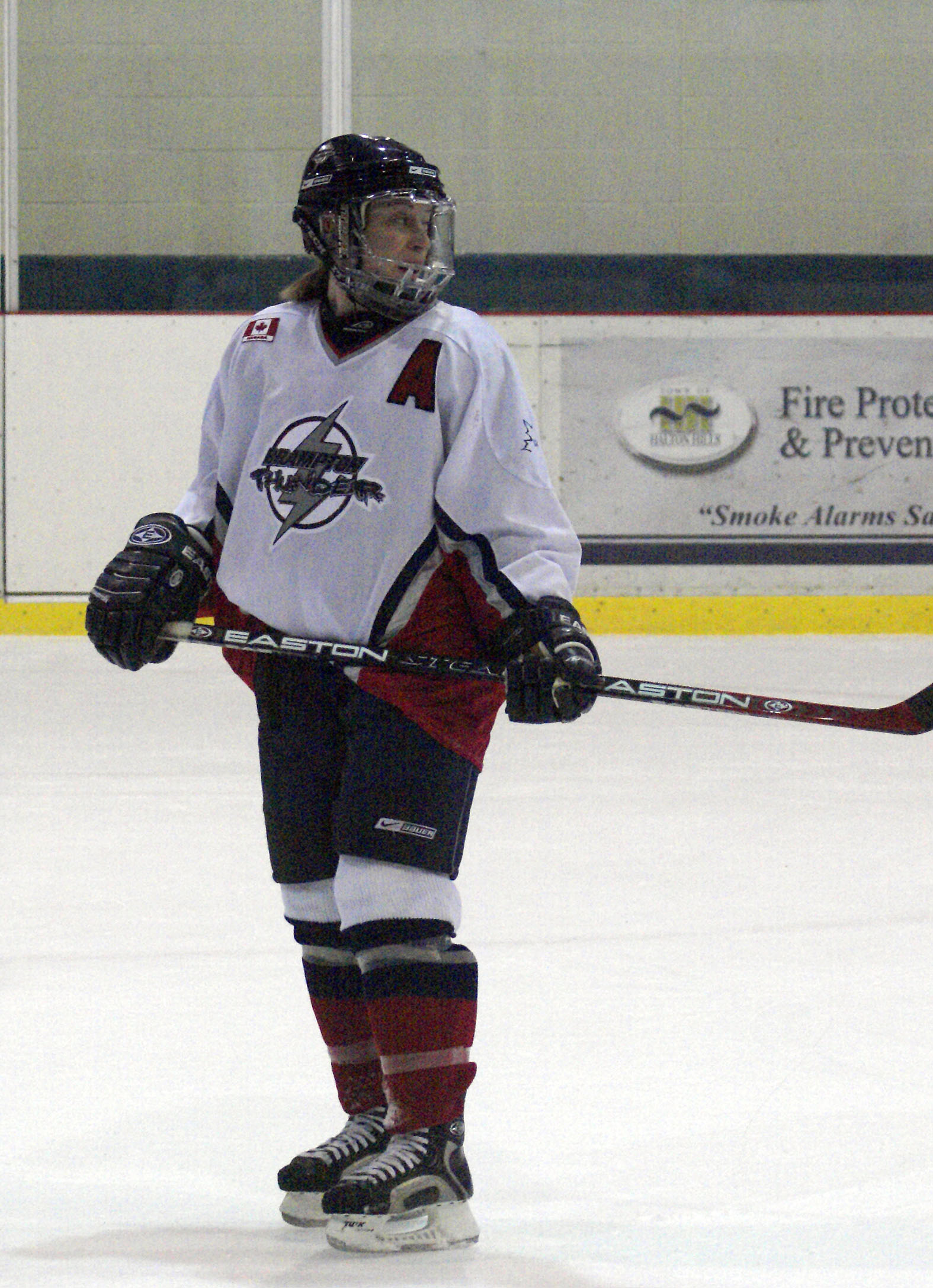
Jayna Hefford

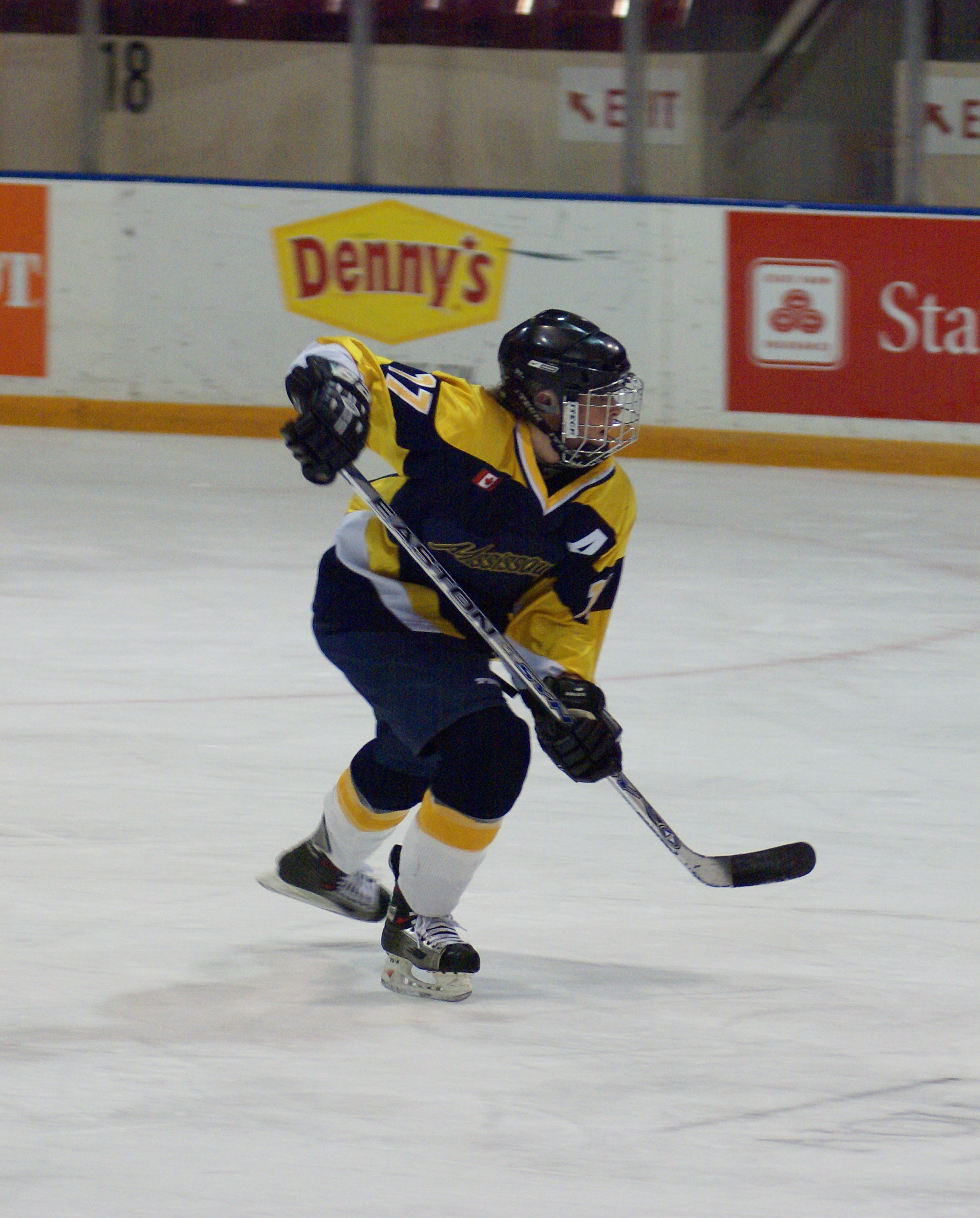
Jennifer Botterill

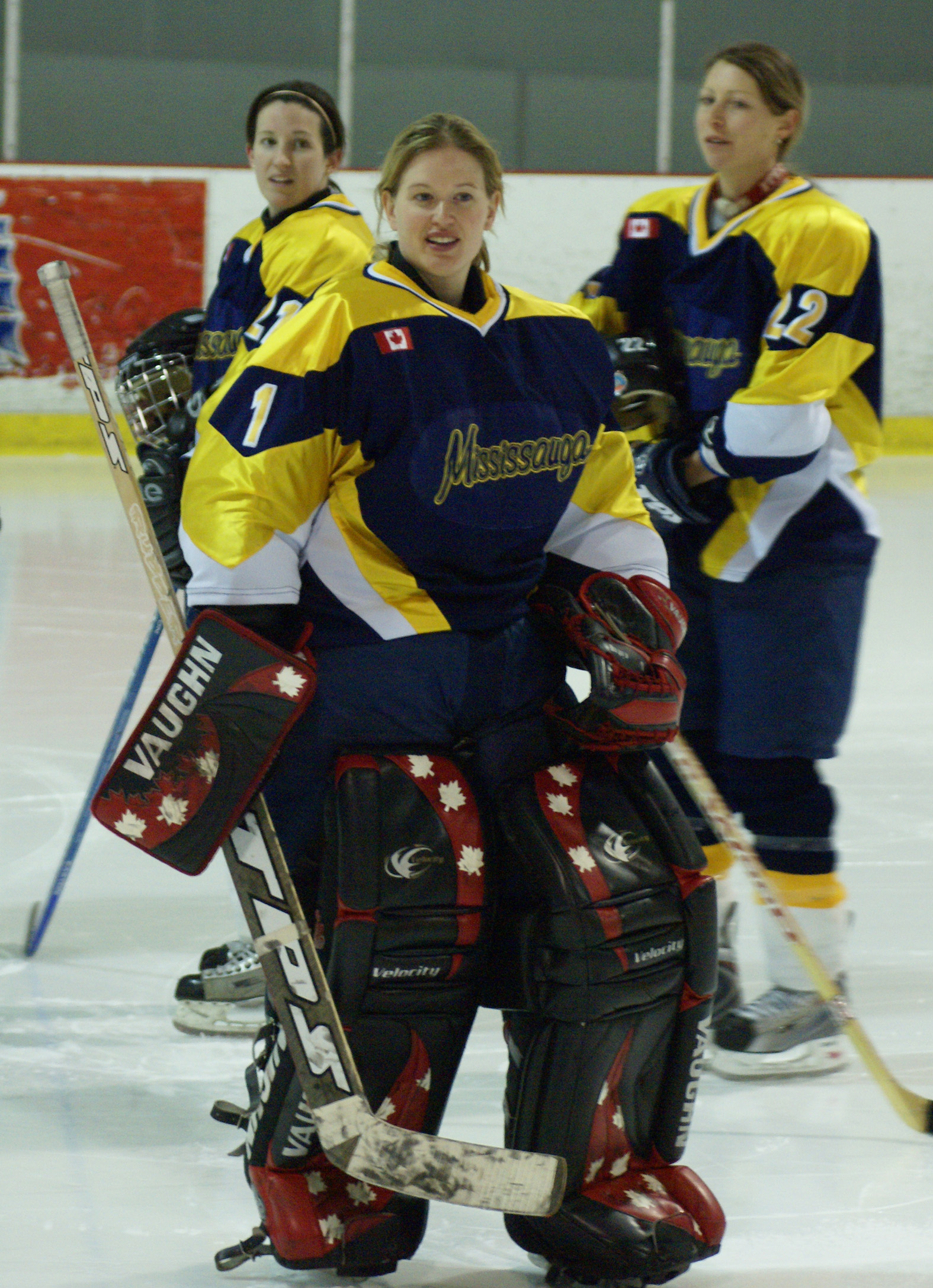
Sami Jo Small

Die reguläre Saison begann am 15. September 2007 und endete am 21. Februar 2008. Die Gewinner der beiden Divisionen qualifizierten sich direkt für das Play-off-Halbfinale. Die vier weiteren punktbesten Mannschaften nahmen an der ersten Play-off-Runde teil.

### Central Division
| Pl. | Mannschaft                  | Sp | S  | OTN | SON | N  | Tore    | Punkte |
| --- | --------------------------- | -- | -- | --- | --- | -- | ------- | ------ |
| 1.  | Brampton Canadettes-Thunder | 30 | 22 | 0   | 1   | 7  | 111:059 | 45     |
| 2.  | Mississauga Chiefs          | 30 | 21 | 0   | 1   | 8  | 115:061 | 43     |
| 3.  | Vaughan Flames              | 30 | 12 | 2   | 0   | 16 | 069:101 | 26     |
| 4.  | Burlington Barracudas       | 30 | 11 | 0   | 1   | 18 | 076:098 | 23     |

Abkürzungen: Pl. = Platz, Sp = Spiele, S = Siege, OTN = Niederlagen nach Verlängerung (Overtime), SON = Niederlagen nach Penaltyschießen (Shootout), N = Niederlagen

Erläuterungen: Direkt für das Play-off-Halbfinale qualifiziert, Für die Play-offs qualifiziert

### Eastern Division
| Pl. | Mannschaft             | Sp | S  | OTN | SON | N  | Tore    | Punkte |
| --- | ---------------------- | -- | -- | --- | --- | -- | ------- | ------ |
| 1.  | Stars de Montréal      | 30 | 23 | 1   | 0   | 6  | 115:055 | 47     |
| 2.  | Ottawa Capital Canucks | 30 | 8  | 0   | 3   | 19 | 058:104 | 19     |
| 3.  | Phénix de Québec       | 30 | 8  | 0   | 1   | 21 | 056:122 | 17     |

Abkürzungen: Pl. = Platz, Sp = Spiele, S = Siege, OTN = Niederlagen nach Verlängerung (Overtime), SON = Niederlagen nach Penaltyschießen (Shootout), N = Niederlagen

Erläuterungen: Direkt für das Play-off-Halbfinale qualifiziert, Für die Play-offs qualifiziert

### Statistik

#### Beste Scorerinnen
Quelle: eliteprospects.com; Abkürzungen: Sp = Spiele, T = Tore, V = Assists, Pkt = Punkte, SM = Strafminuten; Fett: Saisonbestwert
| Spieler             | Mannschaft  | Sp | T  | V  | Pkt | SM |
| ------------------- | ----------- | -- | -- | -- | --- | -- |
| Jennifer Botterill  | Mississauga | 26 | 24 | 37 | 61  | 22 |
| Jayna Hefford       | Brampton    | 27 | 26 | 32 | 58  | 56 |
| Sommer West         | Mississauga | 30 | 23 | 25 | 48  | 46 |
| Marie-Philip Poulin | Montréal    | 16 | 22 | 21 | 43  | 16 |
| Vicky Sunohara      | Brampton    | 28 | 13 | 25 | 38  | 22 |
| Jana Harrigan       | Burlington  | 27 | 18 | 17 | 35  | 32 |
| Leslie Oles         | Montréal    | 20 | 16 | 16 | 32  | 28 |
| Caroline Laforge    | Montréal    | 23 | 12 | 20 | 32  | 34 |
| Lisa-Marie Breton   | Montréal    | 25 | 11 | 21 | 32  | 58 |
| Lori Dupuis         | Brampton    | 25 | 17 | 12 | 29  | 18 |

#### Beste Torhüterinnen
Quelle: hockeymedia.ca; Abkürzungen: Sp = Spiele, Min = Eiszeit (in Minuten), S = Siege, U = Unentschieden, N = Niederlagen, GT = Gegentore, SO = Shutouts, GTS = Gegentorschnitt; Fett: Saisonbestwert
| Spieler          | Mannschaft  | Sp | Min  | S  | N  | GT | GTS  | SO |
| ---------------- | ----------- | -- | ---- | -- | -- | -- | ---- | -- |
| Cindy Eadie      | Brampton    | 14 | 790  | 10 | 3  | 18 | 1,37 | 2  |
| Kim St-Pierre    | Montréal    | 10 | 595  | 8  | 2  | 15 | 1,51 | 1  |
| Sarah Love       | Mississauga | 16 | 962  | 12 | 4  | 30 | 1,87 | 1  |
| Sami Jo Small    | Mississauga | 15 | 842  | 9  | 5  | 28 | 2,00 | 2  |
| Robyn Rittmaster | Ottawa      | 16 | 927  | 4  | 11 | 47 | 2,04 | 1  |
| Jennifer Lavigne | Montréal    | 11 | 652  | 7  | 4  | 23 | 2,12 | 3  |
| Mandy Cronin     | Brampton    | 18 | 1022 | 12 | 5  | 39 | 2,29 | 2  |
| Tania Pinelli    | Burlington  | 21 | 1252 | 9  | 12 | 58 | 2,78 | 0  |
| Melanie Quinn    | Vaughan     | 21 | 1110 | 8  | 11 | 56 | 3,03 | 2  |

## Play-offs
Die Play-offs begannen am 23. Februar 2007 und wurden in Hin- und Rückspiel mit optionalem Penaltyschießen ausgespielt. Die Serie zwischen Ottawa und Burlington wurde in nur einem Spiel entschieden, da sich die beiden Teams nicht auf einen zweiten Spieltermin einigen konnten. Das Finale um die CWHL-Meisterschaft wurde in nur einem Spiel ausgetragen.
|  | Viertelfinale | Viertelfinale          | Viertelfinale |  |  | Halbfinale | Halbfinale                  | Halbfinale |  |    | Finale             | Finale                      | Finale |
|  |               |                        |               |  |  |            |                             |            |  |    |                    |                             |        |
|  |               |                        |               |  |  | C2         | Mississauga Chiefs          | 2          |  |    |                    |                             |        |
|  | C1            | Mississauga Chiefs     | 2             |  |  | E1         | Montréal Stars              | 1          |  |    |                    |                             |        |
|  | C3            | Vaughan Flames         | 0             |  |  |            |                             |            |  | C2 | Mississauga Chiefs | 3                           |        |
|  |               |                        |               |  |  |            |                             |            |  |    | C1                 | Brampton Canadettes-Thunder | 4      |
|  |               |                        |               |  |  | C1         | Brampton Canadettes-Thunder | 2          |  |    |                    |                             |        |
|  | E2            | Ottawa Capital Canucks | 0             |  |  | C4         | Burlington Barracudas       | 0          |  |    |                    |                             |        |
|  | C4            | Burlington Barracudas  | 1             |  |  |            |                             |            |  |    |                    |                             |        |

### Viertelfinale
- 23. Februar 2008: Ottawa Capitals Canucks 1:2 Burlington Barracudas

- 23. Februar 2008: Mississauga Chiefs 6:2 Vaughan Flames
- 24. Februar 2008: Vaughan Flames 2:6 Mississauga Chiefs

### Halbfinale
- 1. März 2008 Mississauga Chiefs 4:3 Stars de Montréal
- 2. März 2008 Stars de Montréal 4:1 Mississauga Chiefs
- 2. März 2008 Stars de Montréal 0:1 Mississauga Chiefs (Penaltyschießen)

- 1. März 2008 Brampton Canadettes-Thunder 5:2 Burlington Barracudas
- 2. März 2008 Burlington Barracudas 3:3 Brampton Canadettes-Thunder

### Finale
| 22. März 2008 | Brampton Canadettes-Thunder J. Hefford (13:19) L. Dupuis (36:33) V. Sunohara (48:51) M. Engstrom (62:50) | 4:3 n. V. (1:1, 1:2, 1:0, 1:0) | Mississauga Chiefs J. Botterill (1:53) S. West (26:00) J. Botterill (35:57) | Powerade Centre, Brampton Zuschauer: k. A. |

## Auszeichnungen

### Spielertrophäen
- Most Valuable Player: Jayna Hefford, Brampton[2]
- Angela James Bowl (Topscorerin): Jennifer Botterill, Mississauga
- Outstanding Rookie: Marie-Philip Poulin, Montréal
- Championship Game MVP: Lori Dupuis, Brampton
- Beste Stürmerin: Jayna Hefford, Brampton
- Beste Verteidigerin: Becky Kellar, Burlington
- Beste Torhüterin: Kim St-Pierre, Montréal

### All-Star-Teams

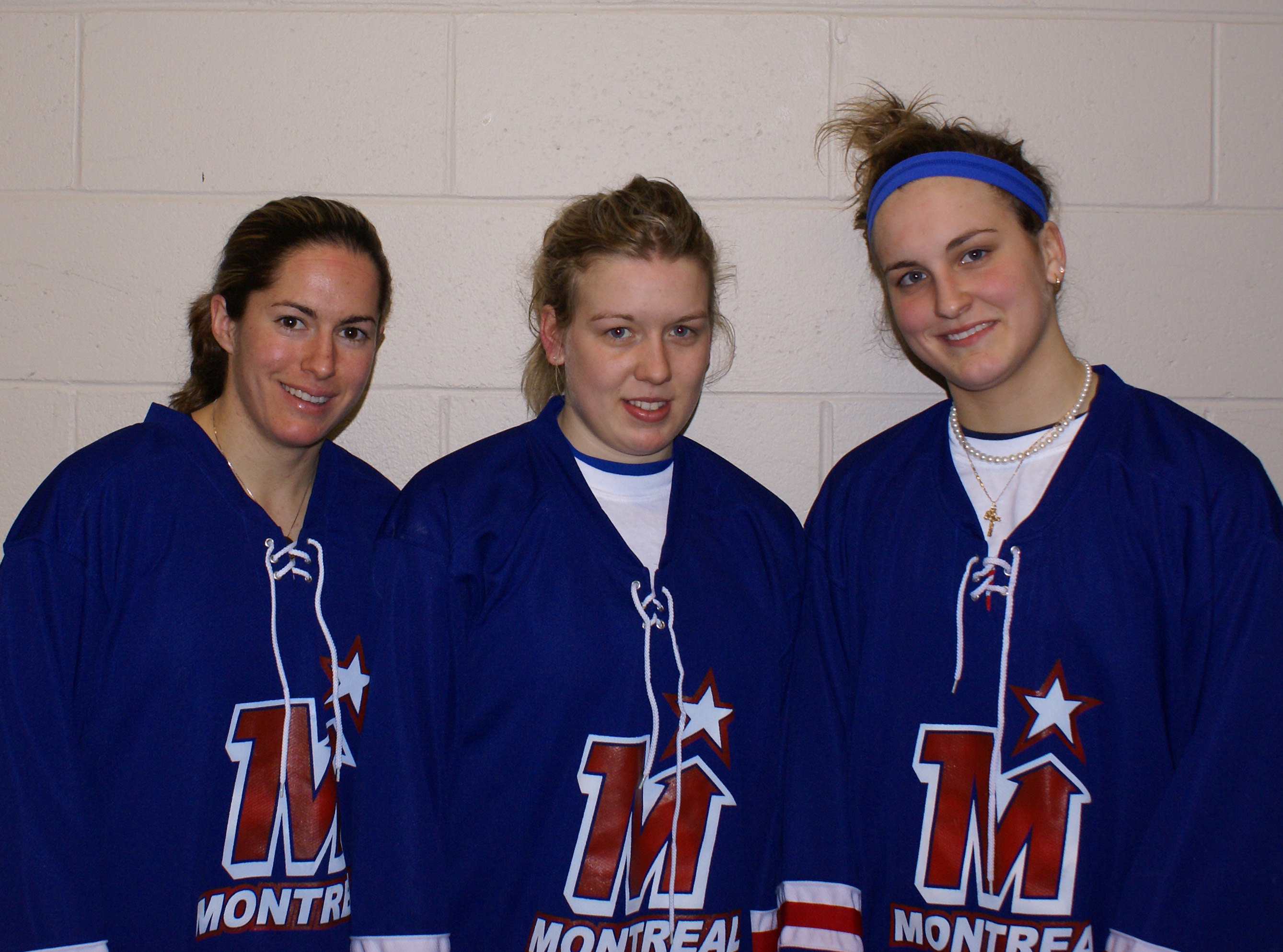
All-Rookie-team: Katie Weatherston, Leslie Oles und Marie-Philip Poulin

| Central All-Stars |                                                    |
| Angriff:          | Jayna Hefford – Jennifer Botterill – Jana Harrigan |
| Verteidigung:     | Becky Kellar – Molly Engstrom                      |
| Tor:              | Cindy Eadie                                        |

| Eastern All-Stars |                                                       |
| Angriff:          | Marie-Philip Poulin – Leslie Oles – Katie Weatherston |
| Verteidigung:     | Nathalie Déry – Lyne Landry                           |
| Tor:              | Kim St-Pierre                                         |

| All-Rookie Team |                                                       |
| Angriff:        | Marie-Philip Poulin – Leslie Oles – Katie Weatherston |
| Verteidigung:   | Molly Engstrom – Bobbi-Jo Slusar                      |
| Tor:            | Christine Dufour                                      |